# Romarm
Romarm — румунська компанія, яка виробляє зброю. Є основним постачальником військової техніки Румунії. Включає виробництво продукції військового призначення, такі як боєприпаси, вогнепальна зброя, вибухові речовини, захисні елементи (шоломи, бронежилети, перцевий аерозоль) і збирання бронетехніки. Romarm володіє 15 заводами і науково-дослідною базою.
Кількість працівників:
- 2012: 7300
- 2009: 4600
- 2006: 2700
- 2003: 20500
- 2003: 25000
- 2000: 43000

Оборот в 2008: 265 800 000 леїв.
Чистий прибуток в 2008 році: 0,1 млн.
Список філій
- Filiala SC Uzina Mecanica Bucuresti
- Filiala SC Institutul de Proiectare ICPSP
- Filiala SC Tohan Zarnesti
- Filiala SC Carfil Brasov
- Filiala SC Metrom Brasov
- Filiala SC Uzina de Produse Speciale Fagaras
- Filiala SC Pirochim Victoria
- Filiala SC Arsenal Resita
- Filiala SC Uzina Mecanica Mija
- Filiala SC Uzina Automecanica Moreni
- Filiala SC Uzina Mecanica Sadu
- Filiala SC Uzina Mecanica Cugir
- Filiala SC Uzina Mecanica Plopeni
- Filiala SC Electromecanica Ploiesti
- Filiala SC Uzina de produse Speciale Dragomiresti